# جوکو اولا
یوکو آهولا (انگلیسی: Jouko Ahola؛ زادهٔ ۱ دسامبر ۱۹۷۰) یک هنرپیشه اهل فنلاند و قهرمان سابقه قوی‌ترین مردان جهان است.رقابت او با مگنوس ساموئلسون بین سالهای ۱۹۹۷ تا ۲۰۰۰ بسیار دیدنی و هیجان انگیز بود.
از فیلم‌ها یا برنامه‌های تلویزیونی که وی در آن نقش داشته است می‌توان به قلمرو بهشت و یک روز بد برای ماهیگیری (۲۰۰۹) اشاره کرد.